# Андалужани
Андалужани живе на југозападу Шпаније, на подручју које су Вандали, германски народ с балтичке обале, освојили почетком 5. века, након што су и Хуни који су дошли из средњоисточне Азије отерали са сопствене земље.

## Етничко и културно наслеђе
За етничко и културно наслеђе народа Андалузије заслужна је арапска и муслиманска окупација која је трајала дуже од 700 година, уз неоспоран шпански и хришћански допринос, као резултат поновног освајања у 15. веку.

### Традиционалне свечаности
Андалузија је домовина борби с биковима и фламенка. Веза између локалног становништва и досељених група Рома који су се населили у 15. веку заснива се на основама музике фламенка која је ромска интерпретација популарних андалузијских песама. Још једно обележје андалузијске културе јесу бројне традиционалне свечаности (сајмови светковине, верске процесије, ходочашћа итд.) Одржавају се широм подручја и у њих је укључена читава заједница, било да се у оквиру села, града или целе покрајине. Као и широм Европе, традиционални фестивали настали у сеоским крајевима, који се повезују са сеоским начином живота у прошлости, данас су саставни део савременог живота и одржавају се у урбаним градским заједницам попут Севиље, Гранаде и Кордобе. Овде се могу пронаћи културолошке карактеристике андалузијске традиције коју чини уживање у заједничком гошћењу, певању и игрању, ношењу традиционалних ношњи и јахању коња.

### Ферија
Савршен пример је андалузијска ферија која вуче порекло од годишњих сточних сајмова који су се одувек одржавали у Шпанији. Како су године одмицале тако су и ове прославе престале само да се воде само на трговачке активности. Данас то изгледа овако: на простору изван града опремљеним шаторима окупе се групе људи (братства, групе које играју фламенго, студенти, итд.), у намери да на ограђеном подручју, касетасу, направе прославу и покажу гостољубивост уз музику, храну и пиће. Између касетаса одвија се стална парада мушкараца и жена на коњима, обучених у традиционалне ношње.

### Верске прославе
Током верских прослава може се видети и андалузијски фолклор и мноштво ромерија (ходочасника чији назив потиче од речи ромеро, тј. „ходочасник”) посвећених Богородици. Они су вероватно сећање на паганске ратарске свечаности које је хришћанска црква „покрстила”.
Најважнија и најспектуларнија свечаност јесте Ромарија дел Росио, која се одржава на Тројице, када мноштво ходочасника у традиционалним ношњама из читаве Андалузије пешице, на коњима или у кочијама с воловском запрегом креће према светилишту Росио. Село Росио налази се у провинцији Уелва и у њему се чува слика Богородице. У овој верској свечаности учествује око милион људи, а догађај се обележава песмом и игром севиљанс (локална игра која се изводи на прашњавим улицама Росија или касетама). Прослава достиже врхунац у тренутку кад се статуа Богородице изнесе из светилишта и пронесе кроз село, како би Мајка Божја благословила све ходочаснике.
Хришћанска побожност у Андалузији изражава се и свечаним обредима, као за време Ускрса када се обележава Христово страдање пре његовог ускрснућа. У овим приликама монаси из верских братстава из читаве Андалузије иду улицама у поворци, одевени у ношње с капуљачама, а у дрвеним рамовима носе религиозне статуе и слике. У Севиљи се свечане церемоније одржавају у четвртак увече (пред Ускрс) и на Велики петак, када публика пљеска и поздравља процесију, а градски барови су отворени целу ноћ. У Андалузији је мешавина сакралног и световног дубоко укорењено обележје локалне културе.